# Comuna Hasle
Hasle (Hasle Kommune) a fost o comună din comitatul Bornholm Amt, Danemarca, care a existat între anii 1970-2006. Comuna avea o suprafață totală de 115 km² și o populație de 6.045 de locuitori (2007), iar din 2007 teritoriul său face parte din comuna Bornholm.